# Sportverein Waldhof Mannheim 07 1980-1981
Questa voce raccoglie le informazioni riguardanti lo Sportverein Waldhof Mannheim 07 nelle competizioni ufficiali della stagione 1980-1981.

## Stagione
Nella stagione 1980-1981 il Mannheim, allenato da Klaus Schlappner, concluse il campionato di 2. Bundesliga al 6º posto. In Coppa di Germania il Mannheim fu eliminato al secondo turno dal Bayern Monaco.

## Rosa
| N. |                     | Ruolo | Calciatore          |
| -- | ------------------- | ----- | ------------------- |
|    | Germania (bandiera) | P     | Walter Pradt        |
|    | Germania (bandiera) | P     | Uwe Zimmermann      |
|    | Germania (bandiera) | D     | Oskar Bauer         |
|    | Germania (bandiera) | D     | Roland Dickgießer   |
|    | Germania (bandiera) | D     | Stefan Knapp        |
|    | Germania (bandiera) | D     | Ulf Quaisser        |
|    | Germania (bandiera) | D     | Günter Sebert       |
|    | Grecia (bandiera)   | D     | Dīmītrios Tsionanīs |
|    | Germania (bandiera) | C     | Wolfgang Böhni      |
|    | Germania (bandiera) | C     | Hans Hein           |
|    | Germania (bandiera) | C     | Volker Kispert      |

| N. |                     | Ruolo | Calciatore          |
| -- | ------------------- | ----- | ------------------- |
|    | Germania (bandiera) | C     | Roland Luksch       |
|    | Polonia (bandiera)  | C     | Marian Respondek    |
|    | Germania (bandiera) | C     | Dieter Schlindwein  |
|    | Germania (bandiera) | C     | Alfred Schön        |
|    | Germania (bandiera) | C     | Michael Schüßler    |
|    | Germania (bandiera) | A     | Günter Bruckert     |
|    | Germania (bandiera) | A     | Karl-Heinz Bührer   |
|    | Germania (bandiera) | A     | Karl-Heinz Emig     |
|    | Germania (bandiera) | A     | Willi Kiefer        |
|    | Germania (bandiera) | A     | Jürgen Makan        |
|    | Germania (bandiera) | A     | Matthias Weidenauer |

## Organigramma societario
Area tecnica
- Allenatore: Klaus Schlappner
- Allenatore in seconda: Klaus Sinn
- Preparatore dei portieri:
- Preparatori atletici:

## Calciomercato

### Sessione estiva
| Acquisti | Acquisti | Acquisti | Acquisti |
| R.       | Nome     | da       | Modalità |
| -------- | -------- | -------- | -------- |

| Cessioni | Cessioni       | Cessioni | Cessioni |
| R.       | Nome           | a        | Modalità |
| -------- | -------------- | -------- | -------- |
| C        | Rainer Benzler | Weinheim |          |

### Sessione invernale
| Acquisti | Acquisti | Acquisti | Acquisti |
| R.       | Nome     | da       | Modalità |
| -------- | -------- | -------- | -------- |

| Cessioni | Cessioni | Cessioni | Cessioni |
| R.       | Nome     | a        | Modalità |
| -------- | -------- | -------- | -------- |

## Risultati

### 2. Bundesliga

#### Girone di andata
| Arbitro: | Glaw |

|                                                             |           |  |
| Schlindwein 4’ Respondek 8’, 42’ Hein 61’ Sebert 83’ (rig.) | Marcatori |  |

| Arbitro: | Ross |

|                          |           |                      |
| Zaczyk 6’ Hampl 53’, 74’ | Marcatori | 70’ (aut.) Grawunder |

| Arbitro: | Jupe |

|                   |           |  |
| Sebert 75’ (rig.) | Marcatori |  |

| Arbitro: | Treib |

|                                      |           |                      |
| Katsaros 7’, 71’ Perrey 19’ Jörg 77’ | Marcatori | 22’ Bauer 66’ Kiefer |

| Arbitro: | Wohlfarth |

|            |           |             |
| Kiefer 67’ | Marcatori | 82’ Schmitz |

| Arbitro: | Wilhelmi |

|                        |           |                          |
| Rupp 7’, 79’ Sterz 80’ | Marcatori | 69’ Kiefer 83’ Respondek |

| Arbitro: | Joos |

|                        |           |           |
| Makan 2’ Respondek 50’ | Marcatori | 52’ Weber |

| Arbitro: | Binninger |

|  |           |                                                  |
|  | Marcatori | 44’ Respondek 50’, 63’ Böhni 81’ Kiefer 85’ Hein |

| Arbitro: | Schumann |

|                          |           |            |
| Kiefer 62’ Respondek 65’ | Marcatori | 28’ Brehme |

| Neunkirchen 26 settembre 1980 10ª giornata | Borussia Neunkirchen | 0 – 0 referto | Waldhof Mannheim | Ellenfeldstadion (4 000 spett.)\| Arbitro: \| Dölfel \| |
| Arbitro:                                   | Dölfel               |               |                  |                                                         |

| Arbitro: | Brehm |

|                                                  |           |  |
| Böhni 29’ Makan 67’ Mörsdorf 78’ (aut.) Hein 90’ | Marcatori |  |

| Arbitro: | Linn |

|  |           |           |
|  | Marcatori | 61’ Makan |

| Arbitro: | Michel |

|                                |           |  |
| Böhni 31’ Makan 52’ Kiefer 74’ | Marcatori |  |

| Arbitro: | Hellwig |

|                                        |           |           |
| Nickel 66’ (rig.) Voise 76’ Täuber 90’ | Marcatori | 11’ Bauer |

| Arbitro: | Schweiger |

|          |           |  |
| Hein 62’ | Marcatori |  |

| Arbitro: | Röder |

|                                              |           |           |
| Fischl 1’, 17’ Basic 7’ Gerber 52’, 66’, 84’ | Marcatori | 58’ Böhni |

| Arbitro: | Stelzer |

|               |           |  |
| Cestonaro 78’ | Marcatori |  |

| Arbitro: | Ermer |

|            |           |  |
| Bührer 74’ | Marcatori |  |

| Arbitro: | Wohlfarth |

|             |           |           |
| Schüler 60’ | Marcatori | 63’ Böhni |

#### Girone di ritorno
| Arbitro: | Linn |

|          |           |  |
| Linz 75’ | Marcatori |  |

| Mannheim 10 gennaio 1981 21ª giornata | Waldhof Mannheim | 0 – 0 referto | Hessen Kassel | Carl-Benz-Stadion (3 800 spett.)\| Arbitro: \| Sahner \| |
| Arbitro:                              | Sahner           |               |               |                                                          |

| Arbitro: | Schmidhuber |

|                     |           |          |
| Rohrbach 10’ (rig.) | Marcatori | 38’ Hein |

| Arbitro: | Dellwing |

|                     |           |                    |
| Böhni 14’ Bauer 41’ | Marcatori | 22’ Klein 73’ Wurm |

| Arbitro: | Joos |

|          |           |                     |
| Wolf 86’ | Marcatori | 55’ Schön 71’ Makan |

| Arbitro: | Dölfel |

|                                      |           |          |
| Böhni 39’ Schlindwein 59’ Kiefer 82’ | Marcatori | 65’ Loes |

| Arbitro: | Niebergall |

|                                  |           |           |
| Hinterberger 13’, 39’ Schaub 90’ | Marcatori | 5’ Sebert |

| Arbitro: | Brehm |

|                 |           |  |
| Schlindwein 77’ | Marcatori |  |

| Arbitro: | Aldinger |

|                          |           |  |
| Traser 52’ Hanschitz 70’ | Marcatori |  |

| Arbitro: | Schraivogel |

|                                         |           |  |
| Respondek 9’, 41’ Sebert 35’ Bührer 65’ | Marcatori |  |

| Arbitro: | Schweiger |

|                       |           |            |
| Demange 3’ Wagner 88’ | Marcatori | 13’ Kiefer |

| Arbitro: | Wilhelmi |

|                            |           |  |
| Pradt 26’ (rig.) Böhni 71’ | Marcatori |  |

| Arbitro: | Tritschler |

|                               |           |                      |
| Oehrlein 8’, 86’ Nathmann 88’ | Marcatori | 90’ Böhni 90’ Kiefer |

| Arbitro: | Luca |

|                           |           |                                    |
| Hein 36’ Pradt 87’ (rig.) | Marcatori | 28’ Täuber 72’ Dreher 88’ Buchwald |

| Arbitro: | Klauser |

|  |           |                    |
|  | Marcatori | 77’ Hein 87’ Makan |

| Arbitro: | Werner |

|                                          |           |  |
| Emig 8’ Hein 10’ Bauer 61’ Respondek 80’ | Marcatori |  |

| Arbitro: | Walz |

|                 |           |  |
| Bührer 45’, 75’ | Marcatori |  |

| Offenbach am Main 15 maggio 1981 37ª giornata | Kickers Offenbach | 0 – 0 referto | Waldhof Mannheim | Stadion am Bieberer Berg (19 000 spett.)\| Arbitro: \| Engel \| |
| Arbitro:                                      | Engel             |               |                  |                                                                 |

| Arbitro: | Aldinger |

|                    |           |  |
| Sebert 8’ Hein 88’ | Marcatori |  |

### Coppa di Germania
| Arbitro: | Kühne |

|                                                                         |           |  |
| Kiefer 38’, 52’, 86’ (rig.) Schön 46’, 77’ Emig 66’ Hein 79’ Sebert 89’ | Marcatori |  |

| Arbitro: | Tritschler |

|                                              |           |                         |
| Rummenigge 9’, 78’ Del'Haye 83’ Horsmann 89’ | Marcatori | 57’ Makan 67’ Respondek |

## Statistiche

### Statistiche di squadra
| Competizione      | Punti | In casa | In casa | In casa | In casa | In casa | In casa | In trasferta | In trasferta | In trasferta | In trasferta | In trasferta | In trasferta | Totale | Totale | Totale | Totale | Totale | Totale | DR  |
| Competizione      | Punti | G       | V       | N       | P       | Gf      | Gs      | G            | V            | N            | P            | Gf           | Gs           | G      | V      | N      | P      | Gf     | Gs     | DR  |
| ----------------- | ----- | ------- | ------- | ------- | ------- | ------- | ------- | ------------ | ------------ | ------------ | ------------ | ------------ | ------------ | ------ | ------ | ------ | ------ | ------ | ------ | --- |
| 2. Bundesliga     | 45    | 19      | 15      | 3       | 1       | 42      | 9       | 19           | 4            | 4            | 11           | 23           | 34           | 38     | 19     | 7      | 12     | 65     | 43     | +22 |
| Coppa di Germania | -     | 1       | 1       | 0       | 0       | 8       | 0       | 1            | 0            | 0            | 1            | 2            | 4            | 2      | 1      | 0      | 1      | 10     | 4      | +6  |
| Totale            | 45    | 20      | 16      | 3       | 1       | 50      | 9       | 20           | 4            | 4            | 12           | 25           | 38           | 40     | 20     | 7      | 13     | 75     | 47     | +28 |

### Andamento in campionato
| Giornata  | 1 | 2 | 3 | 4  | 5  | 6  | 7 | 8 | 9 | 10 | 11 | 12 | 13 | 14 | 15 | 16 | 17 | 18 | 19 | 20 | 21 | 22 | 23 | 24 | 25 | 26 | 27 | 28 | 29 | 30 | 31 | 32 | 33 | 34 | 35 | 36 | 37 | 38 |
| --------- | - | - | - | -- | -- | -- | - | - | - | -- | -- | -- | -- | -- | -- | -- | -- | -- | -- | -- | -- | -- | -- | -- | -- | -- | -- | -- | -- | -- | -- | -- | -- | -- | -- | -- | -- | -- |
| Luogo     | C | T | C | T  | C  | T  | C | T | C | T  | C  | T  | C  | T  | C  | T  | T  | C  | T  | T  | C  | T  | C  | T  | C  | T  | C  | T  | C  | T  | C  | T  | C  | T  | C  | C  | T  | C  |
| Risultato | V | P | V | P  | N  | P  | V | V | V | N  | V  | V  | V  | P  | V  | P  | P  | V  | N  | P  | N  | N  | N  | V  | V  | P  | V  | P  | V  | P  | V  | P  | P  | V  | V  | V  | N  | V  |
| Posizione | 1 | 9 | 6 | 11 | 10 | 12 | 9 | 8 | 5 | 6  | 5  | 5  | 3  | 4  | 3  | 4  | 6  | 4  | 4  | 7  | 6  | 7  | 7  | 7  | 6  | 7  | 6  | 8  | 5  | 5  | 5  | 6  | 8  | 8  | 8  | 6  | 6  | 6  |

Legenda:

Luogo: C = Casa; T = Trasferta. Risultato: V = Vittoria; N = Pareggio; P = Sconfitta.

### Statistiche dei giocatori
| Giocatore      | 2. Bundesliga | 2. Bundesliga | 2. Bundesliga | 2. Bundesliga | Coppa di Germania | Coppa di Germania | Coppa di Germania | Coppa di Germania | Totale   | Totale | Totale      | Totale     |
| Giocatore      | Presenze      | Reti          | Ammonizioni   | Espulsioni    | Presenze          | Reti              | Ammonizioni       | Espulsioni        | Presenze | Reti   | Ammonizioni | Espulsioni |
| -------------- | ------------- | ------------- | ------------- | ------------- | ----------------- | ----------------- | ----------------- | ----------------- | -------- | ------ | ----------- | ---------- |
| O. Bauer       | 36            | 4             | 4             | 0             | 2                 | 0                 | 0                 | 0                 | 38       | 4      | 4           | 0          |
| G. Bruckert    | 4             | 0             | 0             | 0             | 0                 | 0                 | 0                 | 0                 | 4        | 0      | 0           | 0          |
| W. Böhni       | 38            | 10            | 2             | 0             | 2                 | 0                 | 0                 | 0                 | 40       | 10     | 2           | 0          |
| K. Bührer      | 25            | 4             | 3             | 0             | 1                 | 0                 | 0                 | 0                 | 26       | 4      | 3           | 0          |
| R. Dickgießer  | 33            | 0             | 6             | 1             | 1                 | 0                 | 1                 | 0                 | 34       | 0      | 7           | 1          |
| K. Emig        | 15            | 1             | 0             | 0             | 1                 | 1                 | 0                 | 0                 | 16       | 2      | 0           | 0          |
| H. Hein        | 28            | 9             | 5             | 2             | 2                 | 1                 | 0                 | 0                 | 30       | 10     | 5           | 2          |
| W. Kiefer      | 31            | 9             | 0             | 0             | 2                 | 3                 | 1                 | 0                 | 33       | 12     | 1           | 0          |
| V. Kispert     | 7             | 0             | 1             | 0             | 0                 | 0                 | 0                 | 0                 | 7        | 0      | 1           | 0          |
| S. Knapp       | 31            | 0             | 6             | 0             | 1                 | 0                 | 0                 | 0                 | 32       | 0      | 6           | 0          |
| R. Luksch      | 8             | 0             | 1             | 0             | 1                 | 0                 | 0                 | 0                 | 9        | 0      | 1           | 0          |
| J. Makan       | 27            | 6             | 2             | 0             | 2                 | 1                 | 0                 | 0                 | 29       | 7      | 2           | 0          |
| W. Pradt       | 38            | 2             | 2             | 0             | 1                 | 0                 | 0                 | 0                 | 39       | 2      | 2           | 0          |
| U. Quaisser    | 1             | 0             | 0             | 0             | 0                 | 0                 | 0                 | 0                 | 1        | 0      | 0           | 0          |
| M. Respondek   | 31            | 9             | 8             | 0             | 1                 | 1                 | 0                 | 0                 | 32       | 10     | 8           | 0          |
| D. Schlindwein | 35            | 3             | 3             | 0             | 1                 | 0                 | 0                 | 0                 | 36       | 3      | 3           | 0          |
| A. Schön       | 21            | 1             | 1             | 0             | 1                 | 2                 | 0                 | 0                 | 22       | 3      | 1           | 0          |
| M. Schüßler    | 9             | 0             | 3             | 0             | 1                 | 0                 | 0                 | 0                 | 10       | 0      | 3           | 0          |
| G. Sebert      | 37            | 5             | 3             | 0             | 2                 | 1                 | 1                 | 0                 | 39       | 6      | 4           | 0          |
| D. Tsionanīs   | 20            | 0             | 3             | 0             | 2                 | 0                 | 0                 | 0                 | 22       | 0      | 3           | 0          |
| M. Weidenauer  | 1             | 0             | 0             | 0             | 1                 | 0                 | 0                 | 0                 | 2        | 0      | 0           | 0          |
| U. Zimmermann  | 0             | 0             | 0             | 0             | 1                 | 0                 | 0                 | 0                 | 1        | 0      | 0           | 0          |